# نووکامنکا
نووکامنکا (به لاتین: Novokamenka) یک منطقهٔ مسکونی در روسیه است که در سرزمین آلتای واقع شده‌است.